# Chascanopsetta lugubris
Chascanopsetta lugubris är en fiskart som beskrevs av Alcock, 1894. Chascanopsetta lugubris ingår i släktet Chascanopsetta och familjen tungevarsfiskar. Inga underarter finns listade i Catalogue of Life.